# Thysanodonta
Thysanodonta is een geslacht van weekdieren uit de klasse van de Gastropoda (slakken).

## Soorten
- Thysanodonta aucklandica B. A. Marshall, 1988
- Thysanodonta boucheti B. A. Marshall, 1988
- Thysanodonta cassis Vilvens & Maestrati, 2006
- Thysanodonta chesterfieldensis B. A. Marshall, 1995
- Thysanodonta diadema Vilvens & Maestrati, 2006
- Thysanodonta eucosmia B. A. Marshall, 1995
- Thysanodonta festiva B. A. Marshall, 1995
- Thysanodonta opima B. A. Marshall, 1995
- Thysanodonta pileum Vilvens & Maestrati, 2006
- Thysanodonta wairua B. A. Marshall, 1988